# Infinite Icon
Infinite Icon è il secondo album in studio della cantante e personaggio mediatico Paris Hilton, pubblicato il 6 settembre 2024 da 11:11 Media.

## Tracce
1. Welcome Back – 2:15
2. I'm Free (featuring Rina Sawayama) – 3:02
3. Chasin' (featuring Meghan Trainor) – 3:15
4. BBA (with Megan Thee Stallion) – 2:55
5. Fame Won't Love You (with Sia) – 3:19
6. ADHD – 3:23
7. Legacy – 2:18
8. Stay Young – 3:30
9. Infinity – 2:44
10. If the Earth Is Spinning (featuring Sia) – 3:13
11. Without Love (featuring Maria Becerra) – 2:46
12. Adored – 2:19

## Formazione
- Paris Hilton – voce
- Jesse Shatkin – programmazione, tastiera (tracce 1–4, 6–12); batteria, percussioni (1–4, 6, 8, 9, 11, 12); basso (1, 6, 10–12), organo (1), piano (6), chitarra (12)
- Taura Stinson – cori (1–4, 6–12)
- Chloe Angelides – cori (1)
- Rina Sawayama – cori (2)
- Erick Serna – chitarra (3, 7)
- Keyon Harrold – tromba (3)
- Alex Frankel – tastiera (4, 9, 10); piano, programmazione (10)
- Greg Kurstin – batteria, percussioni, basso, chitarra, sintetizzatore, tastiera, piano, marimba (5)
- Samuel Dent – archi (6)
- Alex Chapman – cori (11)
- Alexandra Veltri – cori (11)
- Caroline Pennell – cori (12)